# Linton (Cambridgeshire)
Linton è un villaggio e parrocchia civile dell'Inghilterra, appartenente alla contea del Cambridgeshire.